# کروسدورف
کروسدورف (به آلمانی: Krusdorf) یک منطقهٔ مسکونی در اتریش است که در زودوست‌اشتایرمارک واقع شده‌است. کروسدورف ۵٫۹۵ کیلومتر مربع مساحت دارد ۲۷۰ متر بالاتر از سطح دریا واقع شده‌است.